# Tô Giam
Tô Giam (chữ Hán: 蘇緘, ? – 1076), tên tự là Tuyên Phủ, là quan viên, tướng lãnh nhà Bắc Tống trong lịch sử Trung Quốc. Ông đã tử tiết ở thành Ung Châu trong chiến tranh Tống – Việt.

## Thân thế
Nguyên âm chữ thì tên ông là Giam, nhưng nhiều tài liệu tiếng Việt phiên là Giám. Tịch quán của Giam theo chánh sử là huyện Tấn Giang, Tuyền Châu .  Họ Tô vào đời Bắc Tống là danh gia đại tộc tại Tuyền Châu, sử cũ có truyện của Tô Thân, Tô Tụng và Tô Giam. Giam theo dã sử là em họ của Thân, Thân là cha của Tụng.
Thủy tổ của họ Tô ở Tuyền Châu theo dã sử là cha con Tô Ích, Tô Quang Hối, tịch quán tại huyện Đồng An.  Vì thế dã sử cho rằng Giam là người Đồng An, định cư Tấn Giang.

## Nhà nho không sợ chết
Giam đỗ Tiến sĩ, được điều làm Quảng Châu Nam Hải chủ bộ. Châu quản lý thuyền buôn từ nước ngoài trở về, mỗi khi thuyền buôn cập bến, thì châu chọn quan viên đến tra xét hàng hóa; chủ thuyền đều là hào gia đại tính, quen lấy tư cách chủ tiếp đãi khách. Giam được chọn đến tra xét, chủ thuyền vẫn nghiễm nhiên trải chiếu ngồi trên thềm, ông cật vấn mà phạt đòn hắn ta. Chủ thuyền tố cáo lên châu, Tri châu gọi về trách mắng, Giam nói: “Chủ bộ dù thấp, là quan coi ấp, chủ thuyền dù giàu, là dân dưới quyền, quan coi ấp phạt đòn dân dưới quyền, làm sao không được?” Tri châu không thể nói gì.
Giam bị điều làm Dương Vũ (huyện) úy, kịch đạo Lý lẩn trốn trong dân, quan Tặc tào không thể bắt. Giam dò ra chỗ ở của hắn, tập hợp lực lượng đánh tan bọn cướp, đốt lửa bên đường để dồn ép. Lý lao ra ngoài vòng vây, Giam giục ngựa đuổi theo, chém đầu hắn, gửi lên phủ. Phủ doãn Giả Xương Triều kinh hãi nói: “Anh nhà nho này xem thường tính mạng à!?” Dần được thăng đến Bí thư thừa, Tri Anh Châu.

## Kháng cự Nùng Trí Cao
Nùng Trí Cao vây Quảng Châu, Giam nói: “Quảng, là đô phủ của ta đấy, vả lại gần châu này, nay thành nguy khốn trong sớm tối mà không đi cứu, phi nghĩa vậy!” Lập tức mộ vài ngàn người, gởi lại ấn cho Đề điểm hình ngục Bảo Kha, trong đêm lên đường, dừng lại cách thành Quảng Châu 20 dặm.
Người Quảng Châu là Hoàng Sư Mật rơi vào tay quân của Trí Cao, rồi gia nhập kẻ địch, Giam bắt chém cha của hắn; lại bắt chém những kẻ bất mãn gia nhập quân của Trí Cao, hơn 60 người; kêu gọi 6800 người có liên quan với địch, cho về làm ăn như cũ. Nùng Trí Cao sắp giải vây bỏ đi, Giam chia quân chẹn đường về của địch, cắm chông hơn 40 dặm. Quân của Trí Cao không thể tiến, quanh quẩn vài xá mới vượt sông, từ Liên, Hạ về tây. Giam giao chiến với địch, giết được rất nhiều, giành lại tất cả những gì họ cướp đi. Khi ấy chư tướng đều thua trận, một mình Giam có công, Tống Nhân Tông vui mừng, đổi làm Cung bị khố phó sứ, Quảng Đông đô giám, Quản áp lưỡng lộ binh giáp, sai Trung sứ ban triều y, đai vàng.
Giam theo đại quân tiến đánh Nùng Trí Cao ở Ung Châu. Tướng Tống là bọn Quảng Tây kiềm hạt Trần Thự thua trận bị làm tội, Giam cũng bị biếm làm Phòng Châu tư mã.

## Thăng trầm chốn quan trường
Được khôi phục hàm Trước tác tá lang, làm Giám Việt Châu thuế hơn 10 năm, mới trả lại hàm Phó sứ.
Được làm Tri Liêm Châu. Phòng ốc của đồn thú phần lớn đều làm bằng tre nứa, có tên lính là Dương Hy say rượu đốt doanh trại, cháy lan sang nhà dân, lại có kẻ nhân đó mà hôi của. Giám bắt giết bọn ấy ở chợ, rồi bị trích làm Đàm Châu đô giám. Không lâu sau, được làm Tri Đỉnh Châu.
Đầu những năm Hi Ninh (1068 – 1077), được tiến làm Như kinh sứ, Quảng Đông linh hạt.

## Tử tiết tại Ung Châu
Nhà Tống chuẩn bị đánh Đại Việt, lấy Thẩm Khởi làm Tri Quế Châu. Vì thế Khởi tích cực huấn luyện thổ binh, thu góp thuyền chở muối nhằm xây dựng thủy quân, ngăn cấm mậu dịch giữa hai nước. Năm Hi Ninh thứ 4 (1071), triều đình lấy Giam làm Hoàng thành sứ, Tri Ung Châu; ông dò biết tình hình, lần lượt gởi thư cho Khởi và người thay thế Khởi là Lưu Di, đề nghị khôi phục mậu dịch, nhằm hòa hoãn mối quan hệ ngày càng khẩn trương của hai nước, không có kết quả, ngược lại còn bị trách mắng là dị nghị, cấm không được nói nữa. Năm thứ 8 (1075), thái úy Đại Việt là Lý Thường Kiệt tiến vào nước Tống, chiếm các châu Khâm, Liêm, phá được 4 trại của Ung Châu.
Giam nghe tin quân Đại Việt đến, duyệt quân châu được 2800 người, triệu các thuộc hạ cùng người có tài trong quận, trao cho phương lược; tập hợp bộ đội, chia khu vực cho họ tự phòng thủ. Dân chúng kinh sợ tan chạy, Giam đem hết của cải trong kho quan và nhà mình ra mà bảo họ rằng: “Khí giới của ta đã đủ, lương thực không thiếu, nay giặc đã đến gần thành, nên cố thủ để chờ ngoại viện. Nếu một kẻ nhấc chân, thì mọi người sẽ dao động, hãy nghe theo lời ta, ai dám bỏ trốn sẽ bị tội chết.” Có Đại hiệu Trạch Tích ngầm ra thành, bị bắt chém làm gương, do vậy mọi người khiếp sợ. Con Giam là Tô Tử Nguyên làm Quế Châu tư hộ, nhân việc công đem theo vợ con đến thăm cha, muốn trở về thì địch đến. Giam nghĩ rằng khó lòng giải thích cặn kẽ, ắt bị hiểu lầm quan giữ thành lại đưa gia đình ra khỏi thành, bèn sai một mình Tử Nguyên ra đi, giữ vợ con của anh ta lại. Giam tuyển dũng sĩ đẩy thuyền ra đánh trả, giết được 2 tướng của quân Nam.
Ung Châu bị vây, Giam đêm ngày đi lại úy lạo tướng sĩ, kéo Thần tý cung  bắn quân Việt, giết được rất nhiều. Ban đầu Giam cầu cứu Lưu Di, Di sai Trương Thủ Tiết đi cứu, nhưng Thủ Tiết dừng lại không tiến. Giam lại gởi thư sáp cáo cấp với Đề điểm hình ngục Tống Cầu, Cầu nhận thư thì kinh sợ phát khóc, đốc thúc Thủ Tiết. Thủ Tiết sợ hãi, dời đồn sang Đại Giáp Lĩnh, về giữ Côn Lôn Quan, bất ngờ gặp quân của Đại Việt, không kịp bày trận, toàn quân bị diệt. Quân Đại Việt bắt được lính Bắc, dùng lợi ích dụ dỗ, sai làm Vân thê, lại đào hầm để vượt qua hào, lấy vải hoa che đậy, đều bị Giam đốt sạch. Quân Việt đánh đến hơn 40 ngày rồi lấy túi đất đắp vào chân thành, chẳng mấy chốc cao đến vài trượng, từ đó trèo vào. Thành bị hãm, Giam vẫn lãnh đạo binh sĩ bị thương, gắng sức chiến đấu, nhưng không địch nổi, bèn nói: “Ta có nghĩa không chết trong tay giặc.” Giam quay về trị sở, giết cả nhà 36 người, lấp kín trong huyệt, rồi tự thiêu. Trong số đó có, Tô Tử Minh (con thứ của Tô Giam), Tô Tử Chính (con út), Tô Quảng Uyên (con trưởng Tô Tử Nguyên, cháu nội Tô Giam), Tô Trực Ôn (con thứ Tô Tử Nguyên, cháu nội Tô Giam) trước đó đều đã cùng Tô Giam tử thủ thành Ung Châu. Thành bị hạ, Quân nhà Lý không tìm được xác của Tô Giám. Người trong thành vì cảm ân nghĩa của Giám nên không một người nào chịu hàng. Quân Đại Việt giết hơn 5 vạn 8 nghìn người, cứ 100 thây chất làm một đống, cả thảy 580 đống; kéo sụt thành 3 châu để lấp sông. Cộng với số người chết ở các châu Khâm, Liêm thì quân Đại Việt đã giết đến hơn 10 vạn. Số người còn sống ở các châu ấy bị quân Đại Việt bắt đem về.

## Hậu sự
Tống Thần Tông nghe tin Giam chết, thương tiếc, tặng Phụng Quốc quân tiết độ sứ, thụy là Trung Dũng, ban cho một tòa phủ đệ ở kinh đô, 10 khoảnh ruộng công ở quê nhà, cho phép gia đình tự chọn, cho thân tộc 7 người làm quan.
Vào lúc thành sắp bị hãm, Giam căm phẫn Thẩm Khởi, Lưu Di gây hấn với nhà Lý rồi không cứu giúp, muốn dâng sớ tranh luận, nhưng đường sá không thông, bèn kể tội hai người, yết bảng ở chợ để triều đình nghe biết. Nhà Tống đổ triệt trách nhiệm cho Khởi, Di, biếm Khởi làm Dĩnh Châu đoàn luyện phó sứ, an trí Dĩnh Châu, Di làm Quân Châu đoàn luyện phó sứ, an trí Tùy Châu.
Con trưởng là Tô Tử Nguyên được làm Tây đầu cung phụng quan, Các môn chi hậu. Đế triệu kiến Tử Nguyên, nói rằng: “Ung Châu nhỏ bé nhờ cha của khanh coi giữ, nếu cũng như Khâm, Liêm dễ dàng bị phá, thì giặc thừa thắng đột kích, Quế, Tượng khó mà bảo toàn. Xưa Trương Tuần, Hứa Viễn lấy Tuy Dương che chắn Giang, Hoài, so với cha của khanh, cũng không hơn được.” Tử Nguyên được đổi thụ Điện trung thừa, Thông phán Ung Châu.
Các con thứ Tử Minh, Tử Chánh, cháu nội Quảng Uyên, Trực Ôn cùng chết với Giam, đều được khen tặng.
Người Ung Châu lập từ đường thờ Giam, sau đó lại tôn ông làm thành hoàng, từ đường đổi làm miếu thành hoàng. Trong niên hiệu Nguyên Hữu thời Tống Triết Tông, miếu được ban tấm biển Hoài Trung.

## Khảo dị
1. ^ : Tống sử quyển 446, liệt truyện 205, Trung nghĩa 1, Tô Giam truyện: “Tô Giam, tự Tuyên Phủ, người Tấn Giang, Tuyền Châu.”
2. ^ : Lý Thanh Phức (nhà Thanh) – Mân trung lý học uyên nguyên khảo, quyển 35, Tô Tuyên Phủ tiên sanh Giam: “Tô Giam, tự Tuyên Phủ, là em họ của Thân. Tính hào hiệp thích giúp đỡ, hâm mộ sự tích trung thần nghĩa sĩ đời xưa.”
3. ^ : Lý Thanh Phức (nhà Thanh) – Mân trung lý học uyên nguyên khảo, quyển 35, Tô tiên sanh Quang Hối: “Tô Quang Hối, cha là Ích, từ Cố Thủy, Quang Châu theo Vương Triều vào Mân, tru bạn tướng Hoàng Thiệu Pha, Lưu Tòng Hiệu dâng biểu làm Chương Châu thứ sử, Trần Hồng Tiến kiêng sợ, bày kế triệu đến Đồng An, làm nhà lớn giữ lại không khiển, bí mật sai người đến Chương đoạt nhiệm sở của ông, bèn làm người Đồng An. Sau khi họ Trần nạp đất, cướp bóc nổi lên ngoài bể, Quang Hối nhân đêm tối giết hơn 10 tên thủ lĩnh giặc cướp, gởi thủ cấp đến chỗ châu tướng Kiều Duy Nhạc. Thái Tông triệu đến khuyết, thăng Tả vệ tướng quân. Con là Trọng Xương, năm Thiên Thánh thứ 2 (1024), điện thí, được huân trí Tam ban quan, từng nhiệm chức Kinh Hồ nam bắc lộ Đề điểm hình ngục, Tri Nghi, Thiệu, Phục 3 châu, cuối cùng làm đến Tả đồn tướng quân. Con cháu nối đời quý thịnh.”
4. ^ : Hoàng Trọng Chiêu (nhà Minh) – Bát Mân thông chí, quyển 67, Nhân vật, Tuyền Châu phủ, Trung liệt, Tống, Tô Giam: “Tô Giam, tự Tuyên Phủ, người Đồng An.” “Giam, bản truyện trong Tống sử chép là người Tấn Giang.” Tấn Giang huyện chí (thời Đạo Quang nhà Thanh) quyển 12, Cổ tích chí, Phường trạch, Phụ thành trung phường, Hoài Trung phường: “Giam, người Đồng An, ban nhà ở Trung Nghĩa Cảnh trong quận thành.” (Quận thành của Tuyền Châu cũng là huyện thành Tấn Giang)
5. ^ : Thời điểm Giam đỗ tiến sĩ, Tống sử, tlđd không chép. Dã sử ghi nhận khác nhau: Hoàng Trọng Chiêu, tlđd: “đỗ tiến sĩ trong niên hiệu Cảnh Hữu (1034 – 1038)” Lý Thanh Phức, tlđd: “Đỗ tiến sĩ (cập) đệ năm Bảo Nguyên thứ 5 (1042). Ban đầu thụ Hà Nam bộ.” Tấn Giang huyện chí (thời Đạo Quang nhà Thanh) quyển 51, Nhân vật chí, Nghĩa hành, Tống, Tô Giam: “Tô Giam, tự Nghi Phủ. Tiến sĩ năm Bảo Nguyên đầu tiên (1038).”
6. ^ : Tục Tư trị thông giám quyển 71, Năm Hi Ninh thứ 8 thời Thần Tông Thể Nguyên Hiển Đạo pháp Cổ Lập Hiến Đế Đức Vương Công Anh Văn Liệt Vũ Khâm Nhân Thánh Hiếu hoàng đế: Tháng 11,... Tri Quế Châu Thẩm Khởi mưu lấy Giao Chỉ, nói sằng thụ mật chỉ, khiển quan vào khê động điểm tập thổ đinh làm bảo ngũ, trao cho trận đồ, khiến hàng năm tập luyện. Tiếp đó mệnh những người – vốn làm nghề đốc vận muối – đến bãi biển, thu góp đội thuyền, nhờ dạy thủy chiến, cho nên khi ấy người Giao Chỉ cùng châu huyện mậu dịch, nhất thiết cấm chỉ. Tri Ung Châu Tô Giam gởi thư cho Khởi, xin đình chỉ bảo giáp, bãi thủy vận, thông hỗ thị; Khởi không nghe, hặc Giam dị nghị. Triều đình cho rằng Khởi sanh sự, bèn bãi Khởi, mệnh Lưu Di thay thế. Di đến, không đổi những gì Khởi đã làm, tấu bãi lính phương bắc đóng ở Quảng Tây, mà dùng “Thương trượng thủ” [13] chia nhau đồn thú, sửa sang qua thuyền, ngăn cấm hỗ thị. Người Giao Chỉ nghi sợ, chia 3 đạo vào cướp; ngày Mậu dần, hãm Khâm Châu... Ngày Giáp thân, Giao Chỉ hãm Liêm Châu... Ngày Mậu thìn, Giao Chỉ vây Ung Châu... Tống sử, tlđd: Năm thứ 4, Giao Chỉ mưu vào cướp, lấy Giam làm Hoàng thành sứ, Tri Ung Châu. Giam dò được thực tình, gởi thư cho Tri Quế Châu Thẩm Khởi, Khởi không để tâm. Đến khi Lưu Di thay Khởi, Giam gởi thư cho Di, xin bãi những việc (Khởi đã làm). Di không nghe, ngược lại còn gởi văn thư trách Giam dị nghị, lệnh không được nói nữa. Năm thứ 8, Man bèn vào cướp, nhiều đến 8 vạn, hãm Khâm, Liêm, phá 4 trại của Ung. Đại Việt sử ký toàn thư, Bản kỷ, quyển 3: Vương An Thạch nhà Tống nắm quyền chánh, dâng lời rằng nước ta bị Chiêm Thành đánh phá, tàn quân không đầy vạn người, có thể tính kế lấy được. Tống mệnh Thẩm Khởi, Lưu Di làm Tri Quế Châu, ngầm dấy binh người Man động, sửa thuyền bè, tập thủy chiến, cấm châu huyện không được mậu dịch với nước ta. Đế biết được, sai Lý Thường Kiệt, Tông Đản đem hơn 10 vạn binh đi đánh. Thủy, bộ đều tiến. Thường Kiệt hãm các châu Khâm, Liêm, Đản vây Ung Châu...